# Тайваньский дымчатый леопард
Тайва́ньский ды́мчатый леопа́рд или формо́зский ды́мчатый леопа́рд (лат. Neofelis nebulosa brachyura) — подвид дымчатых леопардов, эндемик острова Тайвань. К настоящему времени считается вымершим.

## Внешний вид
Тайваньский дымчатый леопард по повадкам и физическому строению был похож на сородичей, живущих в материковом Китае: это был сравнительно небольшой хищник весом до 20 килограмм, живший на деревьях. В первом описании тайваньского дымчатого леопарда Р. Свайно отмечал главное отличие тайваньского дымчатого леопарда от дымчатого леопарда, проживающего в Гималаях: хвост, который в полтора раза короче. В настоящее время его статус, как отдельного подвида, оспаривается, так как длина хвоста не является важным признаком.

## Вымирание
В связи с развитием промышленности и вырубкой лесов леопарды были вынуждены уходить в горы, где на них продолжали охотиться браконьеры. В последний раз тайваньского дымчатого леопарда биологи видели в 1983 году, и уже через три года исследователи не смогли вновь найти никаких следов этого хищника. 
В 2000 году учёные предприняли последнюю попытку обнаружить хищника, разместив в местах его предполагаемого обитания в горах на высоте от ста пятидесяти до трёх тысяч метров более полутора тысяч инфракрасных видеокамер и специальных ловушек для сбора шерсти, которые позволили запечатлеть много редких ночных млекопитающих, однако и в этот раз никаких следов леопарда найти не удалось.
Возглавлявший работу по поискам тайваньского леопарда зоолог Чан По-Джэнь всё-таки предположил, что в уединённых районах острова ещё может оставаться несколько особей леопарда, но вероятность этого крайне мала. Таким образом, биологи окончательно поставили крест на этом подвиде, от которого сохранилось только чучело в Национальном музее Тайваня. Подвид был объявлен вымершим в 2013 году, после 13 лет безуспешных поисков.

### Неподтвержденные свидетельства выживания
В 2019 году появилось сообщение, что, возможно, рейнджеры дважды видели это животное в горах Тайваня.
В зоопарке Тайбэя есть несколько особей дымчатого леопарда, однако они относятся к другим подвидам и завезены сюда из материкового Китая.

## Культура
В 1992 почта Тайваня выпустила марку с изображением дымчатого леопарда. 8 марта 2008 года был также представлен конверт и штамп с изображением тайваньского дымчатого леопарда, приуроченный к проходившей в Тайбэе 21-й Международной Азиатской филателистической выставке.
Дымчатый леопард являлся важным животным в культуре аборигенов Тайваня. Шкуры леопарда использовались для изготовления одежды и религиозных церемоний. Охотник, убивший дымчатого леопарда, признавался героем. С обращением народов в христианство значение леопарда уменьшается, однако владение шкурой дымчатого леопарда оставалось атрибутом власти и социального статуса.

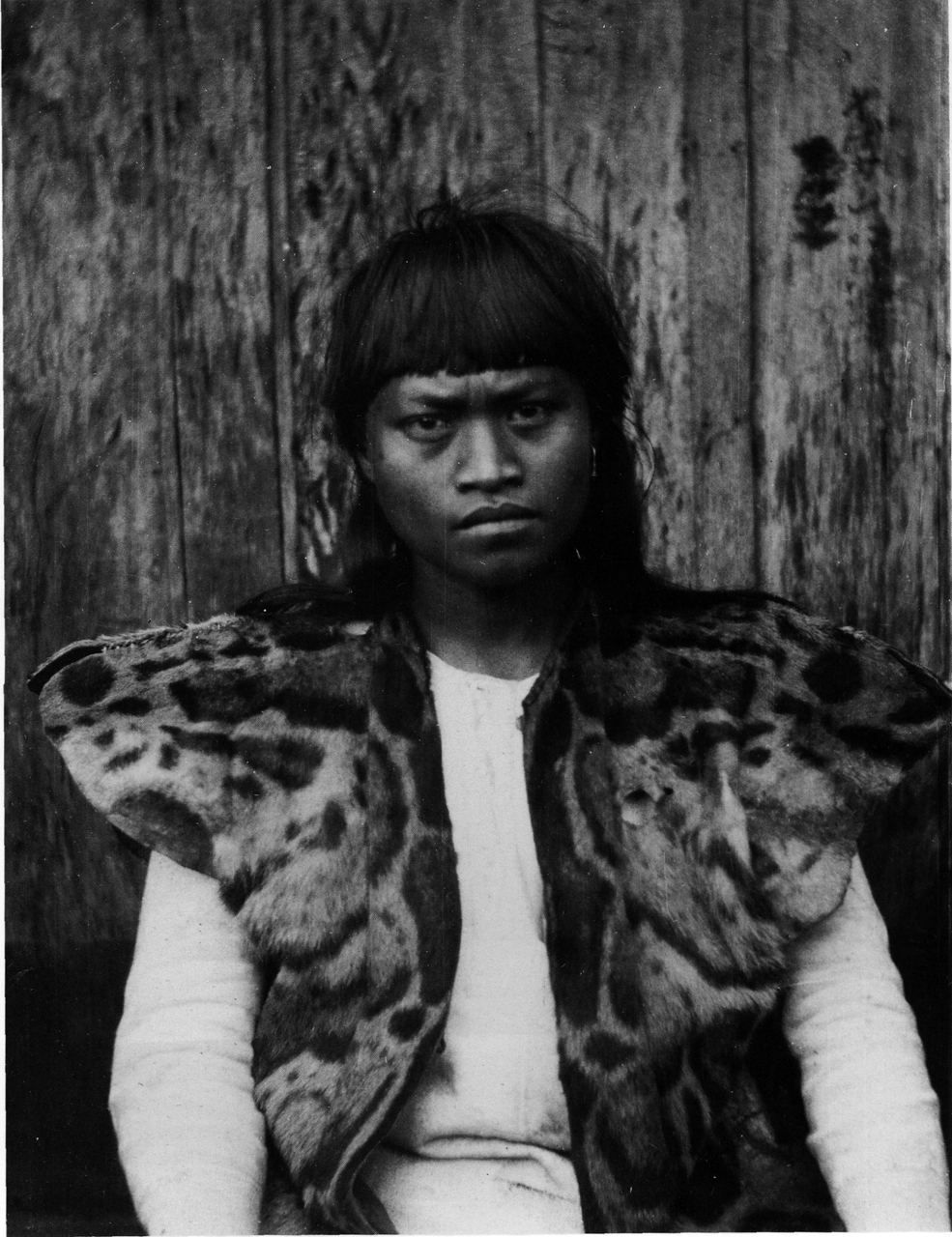
Представительница аборигенов Тайваня в шкуре тайваньского дымчатого леопарда. Фото начала XX века

Для аборигенов племени рукаи охота на дымчатых леопардов, наоборот, считалась табу. Местные легенды гласили, что дух этого животного сопровождает и направляет их умерших предков, а убийство леопарда приносит несчастья не только охотнику, но всему племени.